# Thủy vu
Thủy vu (danh pháp hai phần: Calla palustris), theo phân loại hiện nay là loài duy nhất còn lại trong chi Calla của họ Ráy (Araceae). Các loài còn lại có nguồn gốc từ miền nam châu Phi mà trước đây xếp vào chi này nay đã được chuyển sang chi Vân môn (Zantedeschia). Loài thủy vu thật sự này có nguồn gốc từ khu vực ôn đới mát của Bắc bán cầu, bao gồm các khu vực trung, đông và bắc châu Âu (từ Pháp và Na Uy về phía đông), bắc châu Á và bắc Bắc Mỹ (Alaska, Canada, đông bắc Hoa Kỳ).

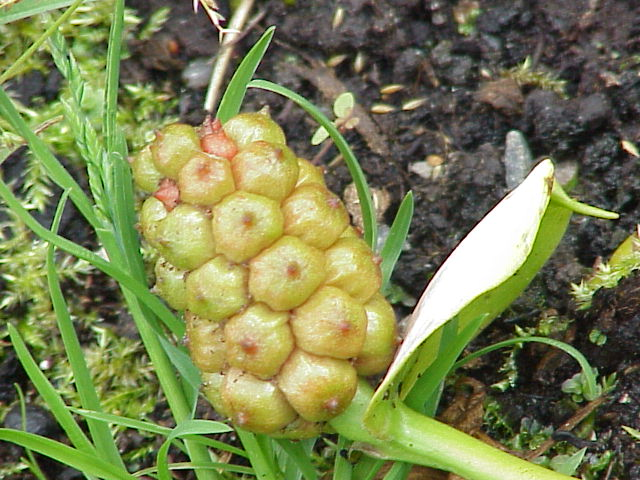
Quả chưa chín

Nó là loài cây thân thảo có thân rễ sống lâu năm, mọc cạnh các đầm lầy và ao hồ. Lá tròn hoặc hình tim, dài 6–12 cm trên cuống lá dài 10–20 cm, bản rộng 4–12 cm. Các hoa bao gồm mo chứa bông mo trắng, dài 4–6 cm, và cụm hoa màu vàng ánh lục, dài 3–4 cm. Quả là một cụm các quả mọng màu đỏ, mỗi quả mọng chứa vài hạt.
Thủy vu là rất độc khi còn tươi do nó chứa nhiều axít oxalic, nhưng thân rễ có thể ăn được sau khi phơi khô, tán nhỏ, lọc và luộc kỹ.
Chi này trước đây còn bao gồm cả một loạt các loài khác, hiện nay đã được chuyển sang chi khác biệt là Zantedeschia (vân môn). Các loài vân môn này có nguồn gốc từ vùng nhiệt đới thuộc châu Phi, cho nên việc gọi chúng dưới tên gọi thủy vu là điều không khó hiểu, tuy nhiên cần phân biệt chúng với loài thủy vu (C. palustris) thật sự này.

## Hình ảnh

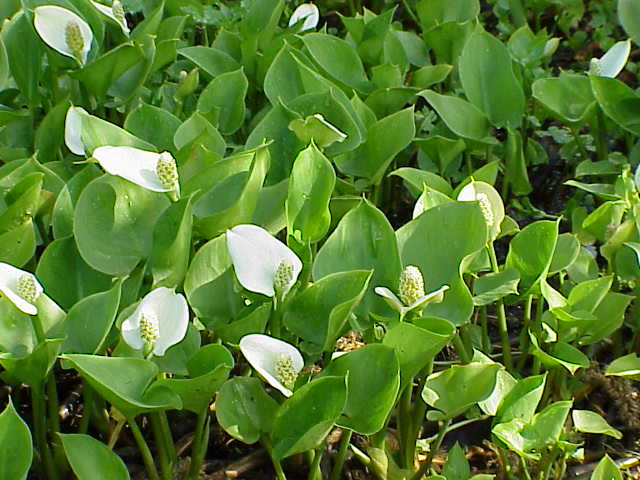
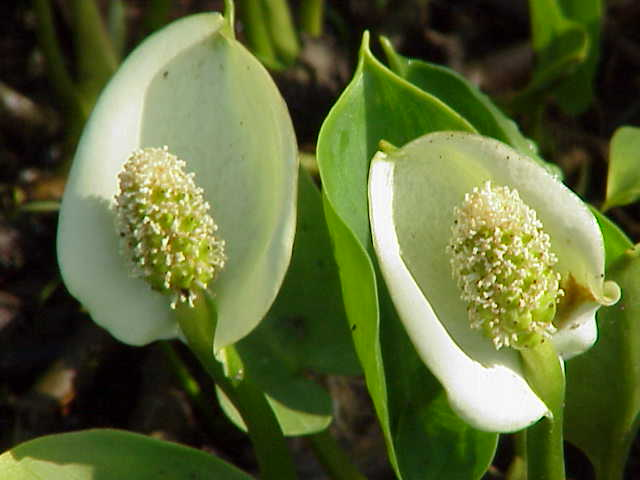
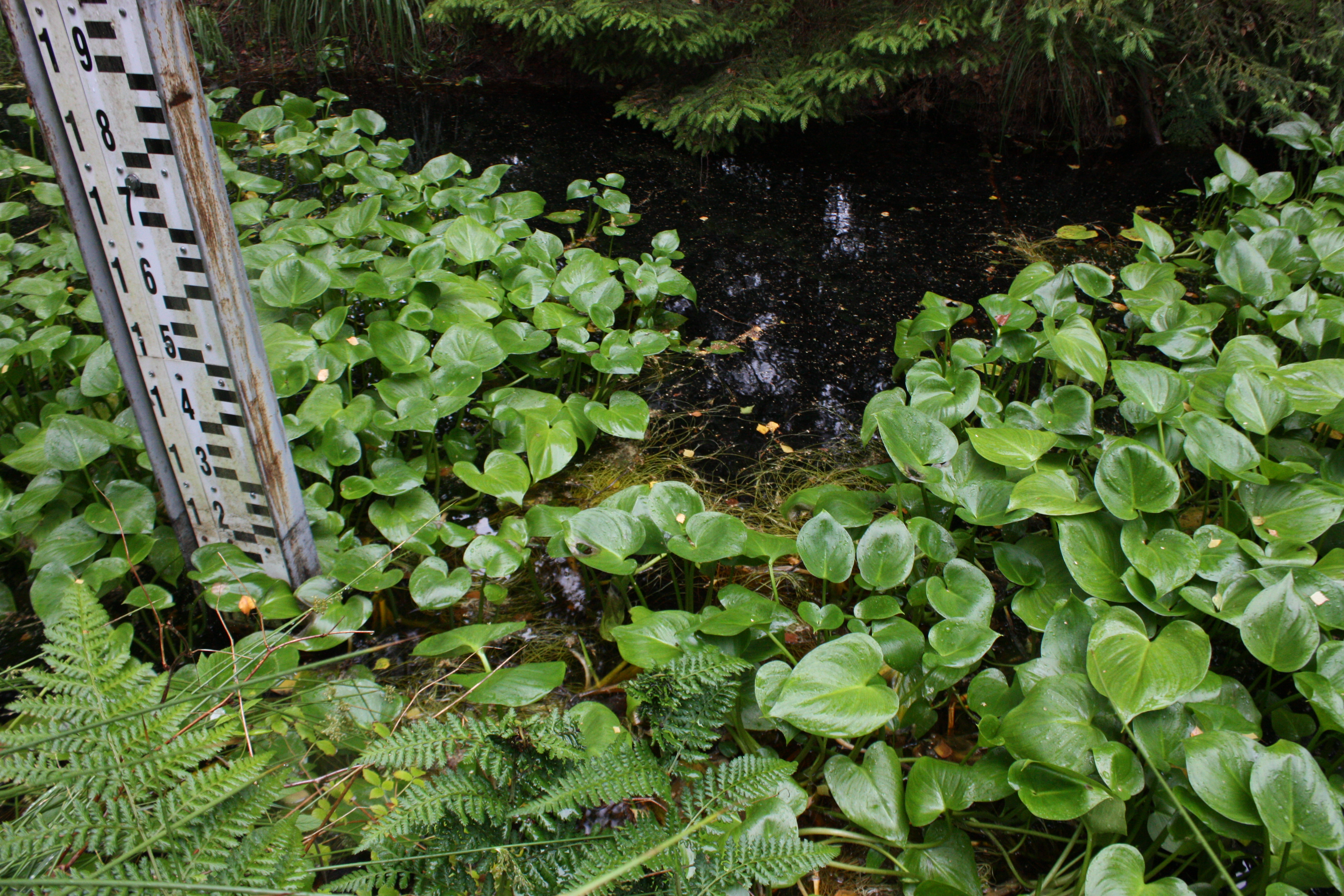
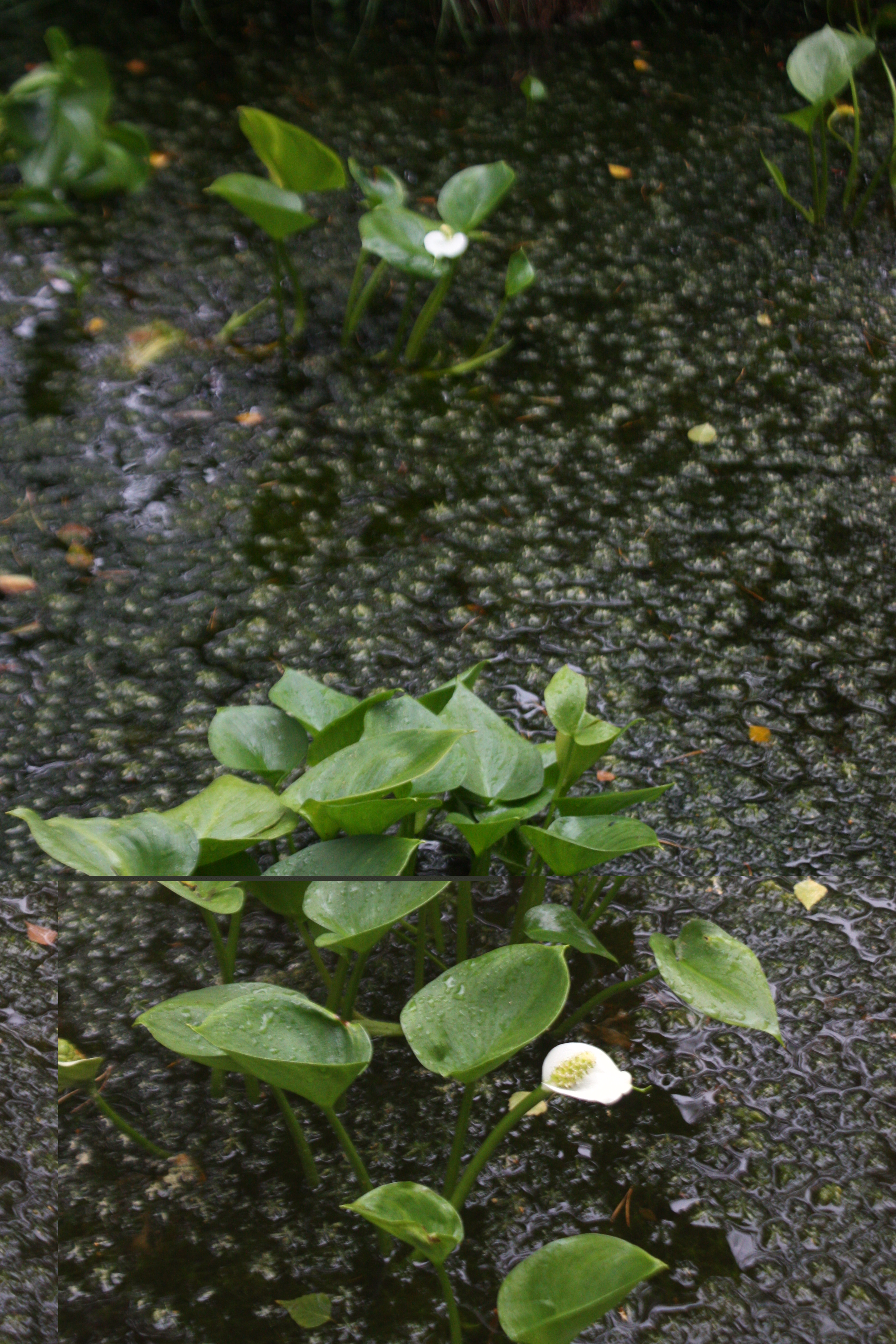